# Aaron Henry
Aaron James Henry (Louisville, 30 agosto 1999) è un cestista statunitense, professionista nella NBA.